# C-mineur
c-mineur of c klein (afkorting: Cm) is een toonsoort met als grondtoon C.

## Toonladders
De voortekening telt drie mollen: Bes, Es en As. Het is de parallelle toonaard van Es-majeur.
Er bestaan drie mogelijke varianten van c-mineur:
- Natuurlijke mineurtoonladder: c - d - es - f - g - as - bes - c

- Harmonische mineurladder: c - d - es - f - g - as - b - c

- Melodische mineurladder: c - d - es - f - g - a - b - c

## Bekende werken in c-mineur
- Das wohltemperierte Klavier (prelude en fuga nr. 2) - Johann Sebastian Bach
- Mis in c-klein - Wolfgang Amadeus Mozart
- Symfonie nr. 52 (1774), nr. 78 (ca. 1782) en nr. 95 (1791) - Joseph Haydn
- Pianoconcert nr. 24 (1786) - Wolfgang Amadeus Mozart
- Pianosonate nr. 5 (1796), nr. 8 Sonate Pathétique (1798-1799) en nr. 32 (1820-1822) - Ludwig van Beethoven
- Pianoconcert nr. 3 (1803) - Ludwig van Beethoven
- Symfonie nr. 5 (1804-1808) - Ludwig van Beethoven
- Pianosonate nr. 1 (1828) - Frédéric Chopin
- Symfonie nr. 1 (1862-1876) - Johannes Brahms
- Symfonie nr. 1 (1865-1866), nr. 2 (1871-1872) en nr. 8 (1884-1887) - Anton Bruckner
- Pianoconcert nr. 2 (1900-1901) - Sergej Rachmaninov